# Murabba’at Bisza
Murabba’at Bisza – wieś w Syrii, w muhafazie Aleppo, w dystrykcie As-Safira. W 2004 roku liczyła 564 mieszkańców.